# 規模の経済
規模の経済（きぼのけいざい、英: economies of scale）とは、生産関数の各生産要素をすべて一定割合で変化させた場合の生産量の変化を指す。狭義には、以下で述べる規模に関して収穫逓増を指す。
簡単化のため生産関数Y は労働L と資本K の2変数にのみ依存すると仮定し、Y =F (L , K ) と記述する。このとき、生産関数は生産の規模をλ倍させたときの生産量F (λL , λK ) ともとの生産量Y のλ倍との大小関係によって
- 規模に関して収穫逓増：　{\displaystyle \lambda Y<F(\lambda L,\lambda K)} が成立する場合
- 規模に関して収穫一定：　{\displaystyle \lambda Y=F(\lambda L,\lambda K)} が成立する場合。すなわち生産関数が労働と資本の1次同次関数で表せる。
- 規模に関して収穫逓減：　{\displaystyle \lambda Y>F(\lambda L,\lambda K)} が成立する場合

の3種類に分類される。
理論的な分析では、議論の複雑化を避けるために、規模に関して収穫一定を想定する場合が多い。一般的には、生産関数はある一定水準までは規模に関して収穫逓増であるが、それ以降は収穫逓減であると考えられている。

## 関連事項
- デファクトスタンダード/規格争い/標準化
- グローバリゼーション
- M&A
- フランチャイズ/量販店
- 自然独占
- 言語帝国主義
- 独占資本主義
- 市場占有率
- 大量生産